# Гігрофіла різнолиста
Гігрофіла різнолиста (Hygrophila difformis) — трав'яниста водна рослина роду Гігрофіл родини акантові.

## Опис
Стебло гладке, витягнуте в довжину, листя в залежності від умов освітлення змінюють форму від овальних до великорозрізного, світло-зеленого кольору, витягнуті в довжину, розташовані попарно один навпроти одного; сусідні пари взаємно перпендикулярні. У природі поширена у Південно-Східній Азії.

## Культивація
За утримання в акваріумі рослина вкрай невибаглива, температура води може змінюватись від 20 до 28 °C, проте при зниженні температури зростання рослини сповільнюється. Хімічні показники води не мають великого значення, pH може змінюватись від 5,5 до 8,5, а жорсткість — від дуже високої до дуже низької, проте бажана регулярна заміна води. При цьому бажано внесення невеликої кількості мінеральних добрив. Освітлення дуже сильно впливає на розмір і форму листя — при слабкому освітленні листя стає дрібним і набуває еліптичної форми, при сильному ж освітленні їх розмір збільшується і вони стають різьбленими. Тривалість світлового дня має бути не менше 12 годин. Ґрунт не має значення, рослина може культивуватися плаваючим у товщі води, але при посадці в ґрунт утворюється розвинена коренева система, що потребує живильного ґрунту з великою кількістю органічних речовин. Як субстрат бажаний великий пісок або дрібна галька. Різнолиста гігрофіла однаково добре росте як в акваріумі, так і в палюдаріумі та вологій оранжереї. При вирощуванні в палюдаріумі та оранжереї у ґрунті, що складається з торфу, садової землі та піску при температурі 26-30 °C і високої вологості повітря листя гігрофіли набувають темно-зеленого кольору і покриваються волосками. Гігрофілу різнолисту розмножують живцями як із листа, поміщеного у плошку з мокрим піском, так і з обрізків стебла.